# Портарлингтън
Портарлингтън (на английски: Portarlington; на ирландски: Cúil an tSúdaire) е град в централната югоизточна част на Ирландия. Намира се в графство Лийш на провинция Ленстър на 72 km западно от столицата Дъблин. Основан е през 1666 г. Шосеен транспортен възел, има жп гара открита на 26 юни 1847 г. Населението му е 6004 жители от преброяването през 2006 г. 

## Побратимени градове
- Арлингтън, Масачузетс, САЩ